# Сон кримський
Сон кримський (лат. Pulsatilla taurica) — багаторічна трав'яниста рослина; вид роду Сон (Pulsatilla) родини Жовтецеві (Ranunculaceae). Ендемік Криму.
Близький до Pulsatilla halleri, від якого відрізняється більш потужним стеблом, опушенням з більш довгих волосків і дещо більшими квітками з ширшими листочками оцвітини.

## Ботанічний опис

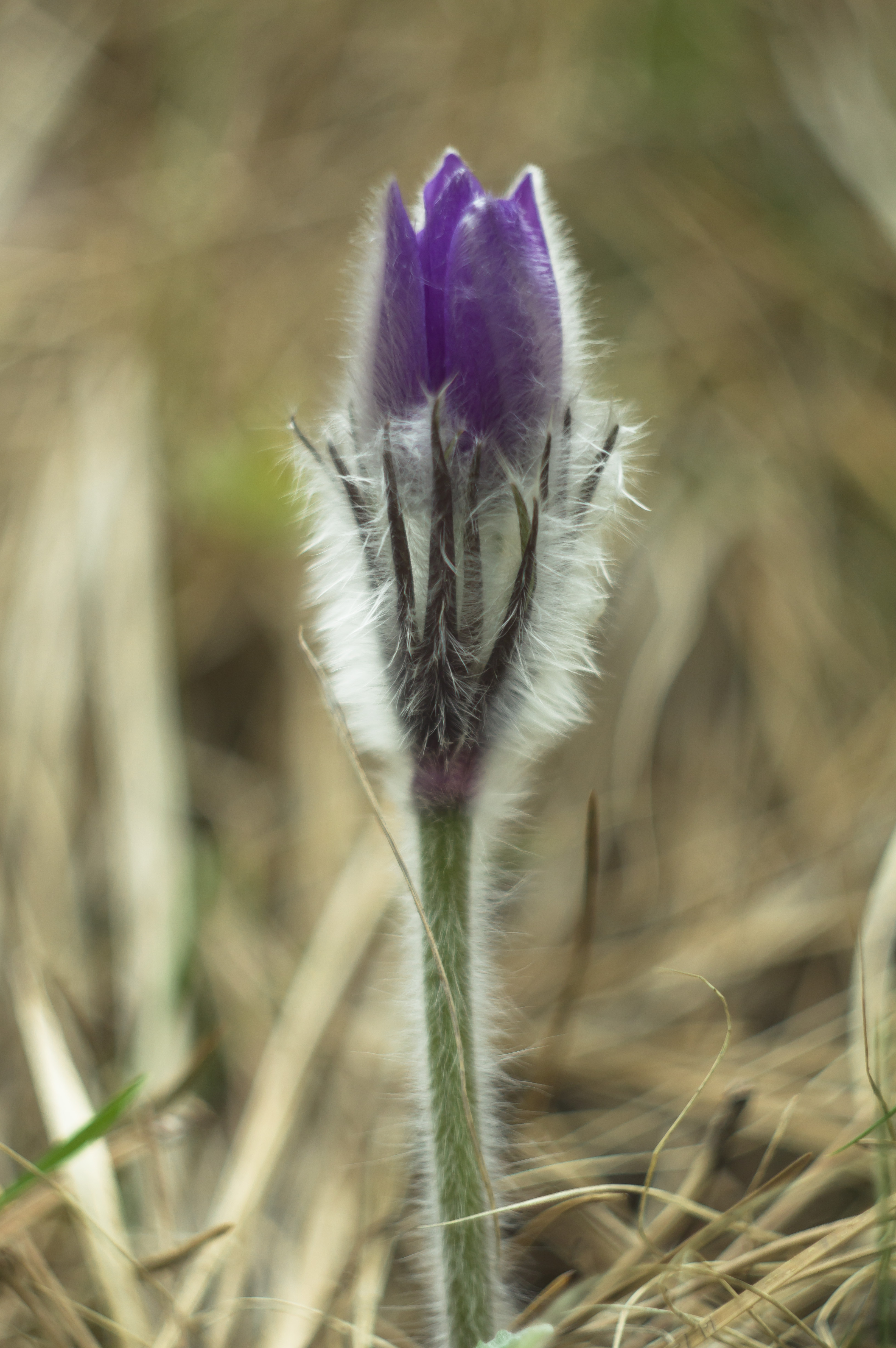
Розквітаюча рослина

Багаторічна трав'яниста рослина.
Кореневище довге, одне або частіше багатоголове, майже чорне, волокнисте, кілька дерев'янисте.
Кореневе листя з'являється після цвітіння, зібране в розетку, 7-25 мм у довжину, з більш менш довгими, прямими, товстими і жорсткуватими черешками, густо волохатими від довгих білих м'яких волосків, в обрисі майже круглі, широко-або довгасто-яйцеподібні. непарно двічі перисто-розсічені з бічними сегментами в числі двох з кожного боку і з одним верхівковим, з яких бічні на коротких, але досить виразних черешках або (майже) сидячі, майже вщент 2-роздільні, верхівковий на довгому черешку, 3-роздільний, з 2-3-надрізаними частками, з відрізками довгасто-лінійними, гоструватими або нерідко досить тупими, в молодому стані дуже густо вовняно-волохаті, згодом менш густо опушені (зверху іноді розсіяно-волосисті).
Стрілка пряма, потужна, 9-25 (30) см заввишки, одноквіткова, опушена відстовбурченими волосками . Обгортка 2-3 см у довжину, майже прямостояча, трилиста, з листям, що зрослося при підставі в піхву, під час цвітіння віддалена від квітки на 1-10 см, пальчато-роздільна на вузьколінійні відрізки, досить густо повстяно-волохата від горизонтально відстовбурчених волосків .
Квітка одиночна, прямостояча. Пелюстки зазвичай у числі 6, 2,5-4 см завдовжки і 1-2 см завширшки, довгасто-яйцеподібні, тупуваті або тупі, синювато-фіолетові, спочатку сходяться у вигляді дзвіночка, згодом розчепірені і прямі. Тичинки численні, приблизно вдвічі коротші за пелюстки, пильовики темно-жовті. Пістики численні з довгими фіолетовими приймочками .
Плід — багатогорішок із довгими волосистими стовпчиками. Плодики 5-6 мм у довжину, довгасті, при підставі коротше, догори довше космато-волосисті, стовпчик 3,5-4 см у довжину.
Квітне у квітні — травні, плодоносить у червні — липні  .

## Поширення та екологія
Ендемік Південного Криму .
Виростає в нижньому (вкрай рідко), середньому та верхньому поясах Гірського Криму в гірсько-лугових степах яйл, томілярах та на галявинах дубових або соснових лісів . Геліофіт, мезоксерофіт  .

## Охоронний статус
Вид внесений до Червоних книг Республіки Крим та міст Севастополь . Раніше включався до Червоної книги України .
Страждає від знищення екотопів, збору рослин на букети та викопування для продажу.
Охороняється в Ялтинському гірсько-лісовому, Кримському та Карадазькому природних заповідниках ; у державних природних заказниках «Великий каньйон Криму», «Урочище „Карабі-Яйла“», «Гірський карст Криму»  .